# Jan Niecisław Baudouin de Courtenay
Pour les articles homonymes, voir Baudouin et Courtenay.
Jan Niecisław Baudouin de Courtenay est un linguiste polonais, né le 13 mars 1845 à Radzymin et mort le 3 novembre 1929 à Varsovie. Il est connu pour sa théorie du phonème et de l'alternance phonétique.
Il travailla le long de sa vie dans le domaine de la slavistique, dans différentes universités de l'Empire russe (université de Kazan de 1874 à 1883, université allemande de Dorpat en Livonie de 1883 à 1893, université de Saint-Pétersbourg de 1900 à 1918), où il était connu sous le nom de Иван Александрович Бодуэн де Куртенэ (Ivan Aleksandrovitch Bodouène dé Kourténè), ainsi que dans la Galicie autrichienne à l'université Jagellonne de Cracovie, de 1893 à 1899.
De 1919 à sa mort en 1929, après l'indépendance de la Pologne, il a été professeur à l'université de Varsovie.

## Biographie
Jan Niecisław Ignacy Baudouin de Courtenay est né le 13 mars 1845 à Radzymin, près de Varsovie, dans une famille d'origine française dont le fondateur est Pierre, plus jeune fils de Louis VI le Gros. L'un de ses ancêtres servit comme colonel de la garde étrangère du roi de Pologne Auguste II le Fort. Son père était géomètre à Radzymin. En 1862, Baudouin entre à l'université de Varsovie, appelée à l'époque École principale. En 1866, il obtient une maîtrise d'histoire et de philosophie et gagne une bourse d'études du ministère de l'Éducation de la Russie impériale. Quittant la Pologne, il étudie dans différentes universités étrangères, dont l'université Charles de Prague, l'université d'Iéna et l'université Humboldt de Berlin. En 1870, il obtient le doctorat de l'université de Leipzig pour son mémoire sur la langue polonaise : Sur l'ancienne langue polonaise antérieure au XIVe siècle.
Baudouin établit l'école de linguistique de Kazan au milieu des années 1870 et est professeur de cette université à partir de 1875. Plus tard, il est nommé à la tête de la faculté de linguistique de l'université allemande de Dorpat, en Estonie actuelle, à l'époque appelée université d'Iouriev, où il est en poste de 1883 à 1893. Entre 1894 et 1898, il est au même poste à l'université Jagellonne de Cracovie puis nommé à Saint-Pétersbourg, où il continue à affiner sa théorie des alternances phonétiques. Après l'indépendance de la Pologne en 1918, il retourne à Varsovie, où il est l'âme du département de linguistique de l'Université de Varsovie. À partir de 1887, il a un fauteuil à l'Académie polonaise des arts et sciences et, à compter de 1897, il est membre de l'Académie des sciences de Saint-Pétersbourg. Il fait partie avec Alexeï Chakhmatov de la première commission pour statuer sur une réforme de l'orthographe, créée en 1904 par l'Académie des sciences, sous la direction de Filipp Fortunatov,.
En 1925, il est l'un des fondateurs de la Société polonaise de linguistique.
Les travaux de Baudouin ont eu un impact décisif sur la linguistique du XXe siècle et servirent de fondement à différentes écoles de phonologie. Il est un précurseur de la linguistique synchronique, l'étude des langues parlées contemporaines. Il a une influence importante sur le structuralisme, tel qu'il sera développé à la fin des années vingt par N. S. Troubetzkoï et Roman Jakobson. Parmi les plus notables de ses travaux se trouve la distinction entre statiques et dynamiques des langues et entre langue, groupe d'éléments abstraits, et parole, son application individuelle. Avec son étudiant Mikołaj Kruszewski (en), il invente aussi le terme phonème.
Trois écoles importantes de phonologie du XXe siècle sont directement nées de sa distinction entre alternances phonologique physiophonétique et morphophonologique psychophonétique : l'École de phonologie de Leningrad, l'École de phonologie de Moscou et l'École de phonologie de Prague. Ces trois écoles développent différentes théories sur la nature de la dichotomie de Baudouin. L'École de Prague est plus connue pour ses travaux linguistiques sur les langues slaves. Tout au long de sa carrière, Baudouin écrit des centaines d'articles scientifiques en polonais, russe, tchèque, slovène, italien, français et allemand.
En dehors de son travail académique, Baudouin de Courtenay était en faveur du renouveau des différentes minorités nationales et des groupes ethniques. En 1915, il a été arrêté par l'Okhrana, la police secrète russe, pour avoir publié une brochure sur l'autonomie des peuples sous gouvernance russe. Il passa trois mois en prison. En 1922, sans qu'il en sache quoi que ce soit, les minorités nationales de Pologne le proposèrent comme candidat pour la présidentielle, mais il fut battu au troisième tour au Parlement polonais et Gabriel Narutowicz fut choisi. Il fut aussi un espérantiste actif et président de l'Association polonaise d'espéranto. En 1907, il avait été élu au Comité de travail de la Délégation pour l'adoption d'une langue auxiliaire internationale dont il fut l'un des deux vice-présidents, puis à la Commission permanente chargée de modifier l'espéranto selon les idées du projet Ido, dont il démissionna, en en désapprouvant la pertinence.

« À mon avis, la langue internationale de Ido n'existe pas du tout, et je ne peux approuver l’attitude de Monsieur Ido, qui n’a pas rappelé, même par un seul mot, que son projet n’était pas un projet nouveau et indépendant, mais simplement un espéranto modifié dans quelques détails, et pas toujours de manière heureuse et réussie. (...) Dans l’ensemble, je ne vois pas de réelle amélioration dans l'Ido par rapport à l'espéranto. L'espéranto présente dans son intégralité le cachet d'une indéniable originalité que l'on chercherait en vain dans le projet Ido. Sur de nombreux points, l'Ido vaut moins que l'espéranto et constitue non point un progrès, mais une régression. (…) Quiconque prend la décision de rompre l'unité des espérantistes accomplit un pas très risqué et très lourd de conséquences. De ce fait, voulant éviter une responsabilité aussi grave, je suis obligé de démissionner... »

— Publié dans « Pola Esperantisto », juin 1908.
En 1929, il mourut à Varsovie, à 84 ans. Sa fille, Cezaria Baudouin de Courtenay Ehrenkreutz Jędrzejewiczowa fut l'une des fondatrices de l'École polonaise d'ethnologie et d'anthropologie et professeur des universités de Wilno et Varsovie.